# Jakob Vogt
Jakob Vogt (* 4. September 1902 in Ochtendung; † 1. Mai 1985 in Mayen) war ein deutscher Gewichtheber.

## Werdegang
Jakob Vogt wuchs in Ochtendung bei Koblenz auf und kam erst mit 20 Jahren zum Gewichtheben. Er entwickelte sich aber sehr schnell und zeigte schon bald gute Leistungen. Während er bei deutschen Meisterschaften 1927 erstmals das Siegerpodest betreten konnte, überraschte er auf internationaler Ebene schon 1924 in Neunkirchen (Saar) mit dem Gewinn der Europameisterschaft im Mittelgewicht, der 1929 noch eine zweite im Halbschwergewicht folgen sollte. Leider wurden von 1925 bis 1927 keinerlei internationale Meisterschaften ausgetragen, bei denen Jakob Vogt sein Können hätte zeigen können. 1926 und 1927 fanden zwei legendäre Länderkämpfe Deutschland gegen Frankreich statt. Jakob Vogt startete dabei beide Male für Deutschland im Halbschwergewicht gegen André Rolet. 1926 in Mannheim siegte Vogt in einem Vierkampf mit 410 gegen 380,5 kg, die Rolet schaffte. 1927 gewann Rolet in Paris über Vogt mit 337,5 kg : 335 kg im olympischen Dreikampf. Beider Leistungen waren Weltrekorde. Diese beiden Länderkämpfe waren ein Meilenstein in der Entwicklung des Gewichthebens, da erstmals Scheibenhanteln mit auf Kugellagern gelagerten Gewichten verwendet wurden. Bei den Olympischen Spielen 1928 in Amsterdam belegte er im Halbschwergewicht den undankbaren vierten Platz. 1932 war er in hervorragender Form, doch ausgerechnet bei der Olympiaausscheidung unterlag er dem Essener Karl Bierwirth, der mit 347,5 kg 2,5 kg mehr hob als Jakob Vogt. Letztlich wurde aus Kostengründen keiner der beiden Kontrahenten nach Los Angeles entsandt. Eine Entscheidung, die freilich falsch war, denn Jakob Vogt schaffte bei den deutschen Meisterschaften mit 360 kg die gleiche Leistung wie der Silbermedaillengewinner in Los Angeles Svend Olsen, Dänemark.
Verletzungsbedingt musste Jakob Vogt seine Laufbahn 1935 beenden. Er machte sich danach als Trainer für seinen Verein AC Siegfried Ochtendung und den rheinland-pfälzischen Gewichtheber-Verband verdient. In Ochtendung ist ein Stadion nach ihm benannt.

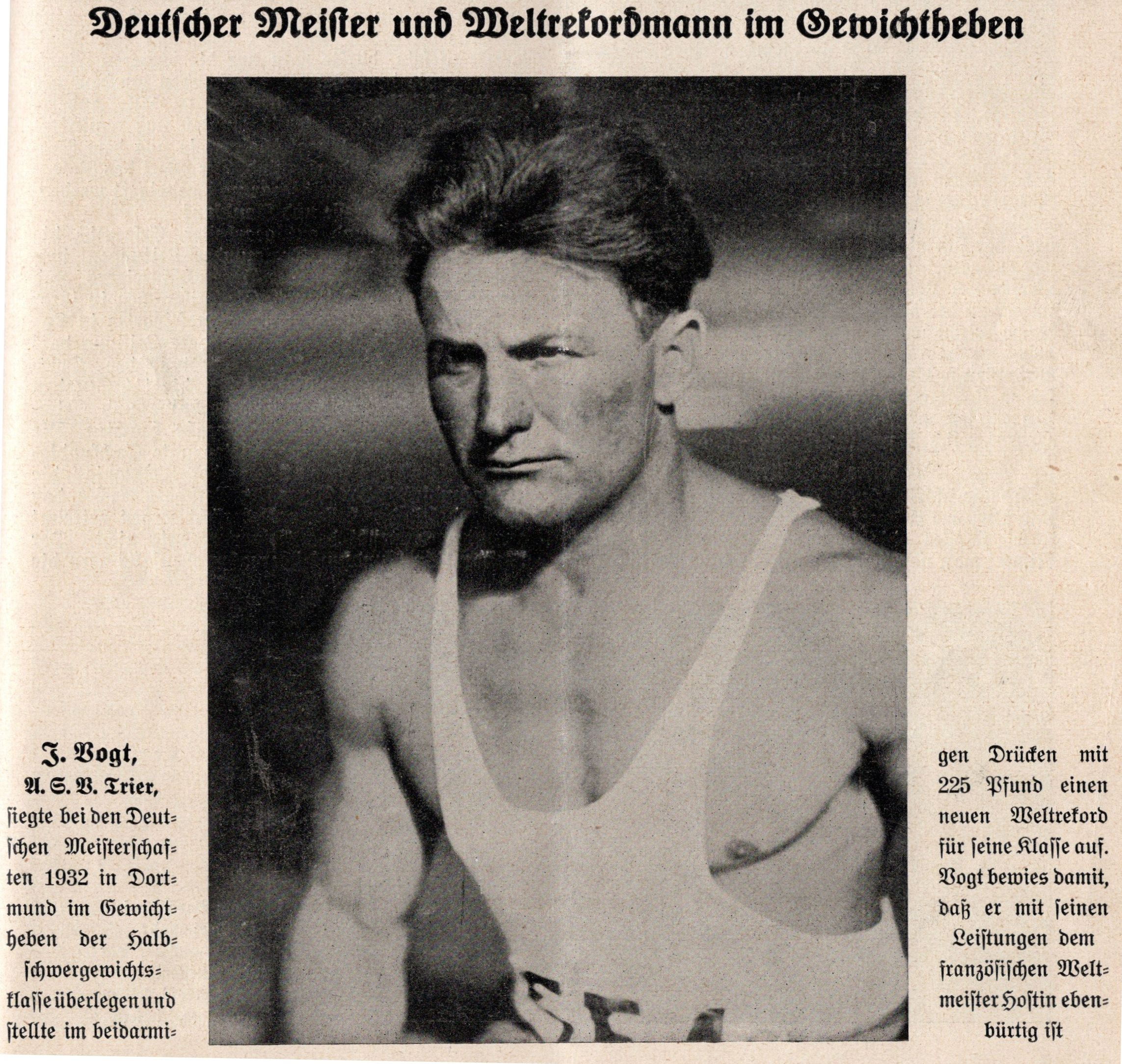
German weightlifter Jakob Vogt

### Internationale Erfolge
(OS = Olympische Spiele, EM = Europameisterschaften, OD = olympischer Dreikampf, bestehend aus beidarmigem Drücken, Reißen und Stoßen, FK = Fünfkampf, bestehend aus dem OD + einarmigem Reißen und einarmigem Stoßen, Mi = Mittelgewicht, Hs = Halbschwergewicht)
- 1924, 1. Platz, EM in Neunkirchen (Saar), FK, Mi, mit 442,5 kg, vor Jakob Merten, Deutschland, 422,5 kg und Fritz Bräun, Deutschland, 395 kg;
- 1928, 4. Platz, OS in Amsterdam, OD, Hs, mit 335 kg, hinter Sayed Nosseir, Ägypten, 355 kg, Louis Hostin, Frankreich, 352,5 kg, und Verheyen, Niederlande, 337,5 kg;
- 1929, 1. Platz, EM in Wien, OD, Hs, mit 350 kg, vor Václav Pšenička, Tschechoslowakei, 347,5 kg und Karl Bierwirth, Deutschland, 325 kg;
- 1930, 3. Platz, EM in München, OD, Hs, mit 340 kg, hinter Hostin, 350 kg und Josef Zeman, Österreich, 340 kg;
- 1933, 2. Platz, EM in Essen, FK, Hs, mit 495 kg, hinter Nikolaus Scheitler, Luxemburg, 497,5 kg und vor Bierwirth, 485 kg

### Deutsche Meisterschaften
- 1927, 1. Platz, OD, Hs, mit 330 kg, vor Bierwirth, 315 kg und Neukirchen, Essen, 312,5 kg;
- 1928, 1. Platz, OD, Hs, mit 335 kg, vor Bierwirth, 320 kg und Fritz Wagner, Würzburg, 300 kg;
- 1929, 1. Platz, FK, Hs, mit 507,5 kg, vor Bierwirth, 500 kg und Karl Fahrnbach, Oggersheim, 482,5 kg;
- 1930, 1. Platz, OD, Hs, mit 340 kg, vor Bierwirth, 332,5 kg und Karl Hirn, Wien, 330 kg;
- 1932, 1. Platz, OD, Hs, mit 360 kg, vor Bierwirth, 340 kg und Fahrnbach, 327,5 kg

## Weltrekorde
(alle im Halbschwergewicht, das ist bis 82,5 kg Körpergewicht, erzielt)
im beidarmigen Drücken:
- 103 kg, 1926 in Trier,
- 105 kg, 1926 in Koblenz,
- 107 kg, 1927 in Koblenz,
- 107,5 kg, 1927 in Koblenz,
- 112,5 kg, 1932 in München

im beidarmigen Reißen:
- 110,5 kg, 1927 in München

im olympischen Dreikampf:
- 325 kg, 1926 in Mannheim,
- 330 kg, 1927 in Nürnberg,
- 335 kg, 1927 in Paris,
- 337,5 kg, 1928 in Koblenz,
- 365 kg, 1929 in Koblenz